# Caputira
Caputira é um município brasileiro do Estado de Minas Gerais. De acordo com o censo realizado pelo IBGE em 2010, sua população é de 9.033 habitantes.

## Etimologia
Caputira vem das palavras tupi ka'a: "campo, mata" e mbotyra, potyra: "flor". Portanto, significa "Campo Florido".

## História
Caputira teve origem no antigo povoado de Santa Helena da Cabeluda, formado numa região de passagem de tropas. O primeiro morador foi Francisco Inácio Fernandes Leão, logo seguido por famílias de colonos. Em 1868, tornou-se freguesia de São Francisco do Vermelho e em 1875, recebeu o nome de freguesia de Santa Helena do Manhuaçu. Em 1923, o nome mudou para Amazonita, mas quatro anos depois, retornou a denominação anterior. Em 1943, vinculou-se ao município de Matipó, dele emancipando-se em 1962.

## Geografia
O município possui dois povoados: Bom Jesus de Pirapetinga e São Caetano. 
Os municípios limítrofes são: Vermelho Novo, Raul Soares, Abre Campo, Matipó e Manhuaçu.
O clima é tropical de altitude com duas estações bem definidas (inverno frio e seco e verão quente e chuvoso). Índice médio pluviométrico anual:  1860,8 mm
O relevo é pelo percentual topográfico: Plano: 10; ondulado: 60; montanhoso: 30.
A Hidrografia é composta pelos principais rios: Ribeirão Pirapetinga e Ribeirão Pernambuco. Pertencem à Bacia Rio Doce.

## Transporte e Turismo
Principais rodovias que servem ao município: BR-262 e BR-116.